# Land (1975-2002)
Land es un álbum doble recopilatorio de la cantante y compositora estadounidense Patti Smith, lanzado el 19 de marzo de 2002 a través de Arista Records. Land contiene una compilación de sus ocho álbumes previos en el disco 1, junto a caras B y canciones inéditas en el disco 2. El álbum llegó al puesto número ocho de los "mejores cajas recopilatorias y compilaciones de 2002" de la revista Mojo.

## Lista de canciones

### Disco 1
| #  | Título                       | Compositor (es)                 | Duración |
| -- | ---------------------------- | ------------------------------- | -------- |
| 1  | "Dancing Barefoot"           | Ivan Kral, Patti Smith          | 4:16     |
| 2  | "Babelogue"                  | Patti Smith                     | 1:29     |
| 3  | "Rock N Roll Nigger"         | Lenny Kaye, Patti Smith         | 3:23     |
| 4  | "Gloria"                     | Van Morrison, Patti Smith       | 5:52     |
| 5  | "Pissing in a River"         | Kral, Patti Smith               | 4:51     |
| 6  | "Free Money"                 | Kaye, Patti Smith               | 3:48     |
| 7  | "People Have the Power"      | Patti Smith, Fred "Sonic" Smith | 5:09     |
| 8  | "Because the Night"          | Patti Smith, Bruce Springsteen  | 3:23     |
| 9  | "Frederick"                  | Patti Smith                     | 3:03     |
| 10 | "Summer Cannibals"           | Patti Smith, Fred Smith         | 4:09     |
| 11 | "Ghost Dance"                | Kaye, Patti Smith               | 4:41     |
| 12 | "Ain't It Strange"           | Kral, Patti Smith               | 6:36     |
| 13 | "1959"                       | Tony Shanahan, Patti Smith      | 4:00     |
| 14 | "Beneath the Southern Cross" | Kaye, Patti Smith               | 4:36     |
| 15 | "Glitter in Their Eyes"      | Oliver Ray, Smith               | 3:04     |
| 16 | "Paths That Cross"           | Patti Smith, Fred Smith         | 4:20     |
| 17 | "When Doves Cry"             | Prince                          | 4:59     |

### Disco 2
| #  | Título | Compositor (es)                                                    | Duración |
| -- | --- | ------------------------------------------------------------------ | -------- |
| 1  | "Piss Factory" [versión] | Patti Smith, Richard Sohl                                          | 5:02     |
| 2  | "Redondo Beach" [versión demo] | Lenny Kaye, Smith, Sohl                                            | 3:44     |
| 3  | "Distant Fingers" [versión demo] | Allen Lanier, Smith                                                | 4:56     |
| 4  | "25th Floor" [directo - Eugene, Oregón, mayo de 1978]                                                                                  | Ivan Kral, Smith                                                   | 5:43     |
| 5  | "Come Back Little Sheba" [versión] | Kaye, Smith                                                        | 2:36     |
| 6  | "Wander I Go" [versión] | Oliver Ray, Smith                                                  | 4:56     |
| 7  | "Dead City" [directo - Dinamarca, 1 de julio de 2001]                                                                                  | Ray, Smith                                                         | 4:34     |
| 8  | "Spell" [directo - Portland, Oregón, 5 de agosto de 2001]                                                                              | Allen Ginsberg, Ray                                                | 6:40     |
| 9  | "Wing" [directo- París, julio de 2001]                                                                                                 | Smith                                                              | 5:05     |
| 10 | "Boy Cried Wolf" [directo - París, julio de 2001]                                                                                      | Smith                                                              | 5:48     |
| 11 | "Birdland" [directo - Los Ángeles, 9 de agosto de 2001]                                                                                | Kaye, Kral, Smith, Sohl                                            | 9:42     |
| 12 | "Higher Learning" [versión] | Jay Dee Daugherty, Kaye, Ray, Tony Shanahan, Smith, Rev. Frank Ray | 7:21     |
| 13 | "Notes to the Future" [directo - Nueva York, 1 de enero de 2002]; "Tomorrow" (pista oculta) [directo - Filadelfia, 13 de mayo de 1979] | Smith; Charles Strouse, Martin Charnin                             | 6:05     |

## Personal
- Patti Smith – voz, guitarra, clarinete
- Lenny Kaye – guitarra
- Richard Sohl – teclados
- Ivan Kral – bajo
- Jay Dee Daugherty – batería
- Bruce Brody – teclados
- Tony Shanahan – bajo, teclados
- Oliver Ray – guitarra

## Posición en listas
| Lisra (2002) | Posición |
| ------------ | -------- |
| Austria      | 53       |
| Bélgica      | 27       |
| Italia       | 20       |
| Países Bajos | 100      |
| Noruega      | 25       |
| Suiza        | 70       |
| Reino Unido  | 93       |

## Lanzamientos
| Fecha               | Discográfica   | Formato | Nº catálogo |
| ------------------- | -------------- | ------- | ----------- |
| 19 de marzo de 2002 | Arista Records | CD      | 14708       |